# Tyrrell 011
Tyrrell 011 – samochód Formuły 1 konstrukcji Tyrrella, zaprojektowany przez Maurice'a Philippe'a i Briana Lislesa.
Samochód rywalizował w latach 1981–1983. Stosował wersję silnika Cosworth DFV o oznaczeniu DFY, dysponujący mocą ok. 530 KM. Pojazd nie był szczególnie udanym projektem, ale za jego kierownicą Michele Alboreto odniósł dwa zwycięstwa. Zwycięstwo Alboreto w Grand Prix USA Wschód 1983 było również ostatnią wygraną Tyrrella i silnika Cosworth DFV w Formule 1.
W 1983 roku sponsorem Tyrrella został Benetton; było to pierwsze zaangażowanie tej marki w Formułę 1.

## Starty w Formule 1
| Legenda oznaczeń w tabelach wyników Wyświetl szablon na nowej stronie | Legenda oznaczeń w tabelach wyników Wyświetl szablon na nowej stronie                                                                     |
| Oznaczenie                                                            | Wyjaśnienie |
| --------------------------------------------------------------------- | --- |
| Złoty                                                                 | Zwycięzca lub mistrzostwo |
| Srebrny                                                               | 2. miejsce lub wicemistrzostwo |
| Brązowy                                                               | 3. miejsce lub II wicemistrzostwo |
| Zielony                                                               | Ukończył, punktował (w klasyfikacji generalnej, gdy zdobył co najmniej jeden punkt na przestrzeni sezonu, poza trzema powyższymi opcjami) |
| Niebieski                                                             | Ukończył, nie punktował (w klasyfikacji generalnej, gdy nie zdobył co najmniej jednego punktu na przestrzeni sezonu)                      |
| Czerwony                                                              | Nie zakwalifikował się (NZ) |
| Czerwony                                                              | Nie prekwalifikował się (NPK) |
| Różowy                                                                | Nie ukończył (NU) |
| Różowy                                                                | Niesklasyfikowany (NS) (w klasyfikacji generalnej, gdy nie został sklasyfikowany w żadnym wyścigu sezonu)                                 |
| Czarny                                                                | Zdyskwalifikowany (DK) |
| Czarny                                                                | Wykluczony (WYK/EX) |
| Biały                                                                 | Nie wystartował (NW) |
| Biały                                                                 | Kontuzjowany (K/INJ) |
| Biały                                                                 | Wyścig odwołany (OD/C) |
| Bez koloru                                                            | Został wycofany (WYC/WD) |
| Bez koloru                                                            | Nie przybył (NP/DNA) |
| Bez koloru                                                            | Nie brał udziału w treningach (NT/DNP) |
| Bez koloru                                                            | Nie został zgłoszony (–) |
| Pogrubienie                                                           | Start z pole position |
| Kursywa                                                               | Najszybsze okrążenie wyścigu |
| †                                                                     | Nie ukończył, ale jego rezultat został zaliczony ze względu na przejechanie więcej niż 90% dystansu wyścigu.                              |
| *                                                                     | Sezon w trakcie |
| 1/2/3                                                                 | Punktowana pozycja w sprincie kwalifikacyjnym                                                                                             |
| Lista systemów punktacji Formuły 1                                    | |

| Sezon | Zespół                | Silnik | Kierowcy         | Wyniki w poszczególnych eliminacjach | Wyniki w poszczególnych eliminacjach | Wyniki w poszczególnych eliminacjach | Wyniki w poszczególnych eliminacjach | Wyniki w poszczególnych eliminacjach | Wyniki w poszczególnych eliminacjach | Wyniki w poszczególnych eliminacjach | Wyniki w poszczególnych eliminacjach | Wyniki w poszczególnych eliminacjach | Wyniki w poszczególnych eliminacjach | Wyniki w poszczególnych eliminacjach | Wyniki w poszczególnych eliminacjach | Wyniki w poszczególnych eliminacjach | Wyniki w poszczególnych eliminacjach | Wyniki w poszczególnych eliminacjach | Wyniki w poszczególnych eliminacjach | Wyniki kierowców | Wyniki kierowców | Wyniki konstruktora | Wyniki konstruktora |
| 1981  |                       |        |                  | Stany Zjednoczone                    | Brazylia                             | Argentyna                            | San Marino                           | Belgia                               | Monako                               |                                      | Francja                              | Wielka Brytania                      | Niemcy                               | Austria                              | Holandia                             | Włochy                               | Kanada                               | Stany Zjednoczone                    |                                      | Pkt.             | Msc.             | Pkt.                | Msc.                |
| ----- | --------------------- | ------ | ---------------- | ------------------------------------ | ------------------------------------ | ------------------------------------ | ------------------------------------ | ------------------------------------ | ------------------------------------ | ------------------------------------ | ------------------------------------ | ------------------------------------ | ------------------------------------ | ------------------------------------ | ------------------------------------ | ------------------------------------ | ------------------------------------ | ------------------------------------ | ------------------------------------ | ---------------- | ---------------- | ------------------- | ------------------- |
| 1981  | Tyrrell Racing Team   | Ford   | Eddie Cheever    | -                                    | -                                    | -                                    | -                                    | -                                    | -                                    | -                                    | -                                    | -                                    | 5                                    | NZ                                   | NU                                   | NU                                   | 12                                   | NU                                   |                                      | 2 (10)           | 12               | 2 (10)              | 10                  |
| 1981  | Tyrrell Racing Team   | Ford   | Michele Alboreto | -                                    | -                                    | -                                    | -                                    | -                                    | -                                    | -                                    | -                                    | -                                    | -                                    | -                                    | 9                                    | NU                                   | 11                                   | 13                                   |                                      | 0                | 27               | 2 (10)              | 10                  |
| 1982  |                       |        |                  |                                      | Brazylia                             | Stany Zjednoczone                    | San Marino                           | Belgia                               | Monako                               | Stany Zjednoczone                    | Kanada                               | Holandia                             | Wielka Brytania                      | Francja                              | Niemcy                               | Austria                              | Szwajcaria                           | Włochy                               | Stany Zjednoczone                    | Pkt.             | Msc.             | Pkt.                | Msc.                |
| 1982  | Team Tyrrell          | Ford   | Michele Alboreto | 7                                    | 4                                    | 4                                    | 3                                    | NU                                   | 10                                   | NU                                   | NU                                   | 7                                    | NS                                   | 6                                    | 4                                    | NU                                   | 7                                    | 5                                    | 1                                    | 25               | 8                | 25                  | 6                   |
| 1982  | Team Tyrrell          | Ford   | Slim Borgudd     | 16                                   | 7                                    | 10                                   | -                                    | -                                    | -                                    | -                                    | -                                    | -                                    | -                                    | -                                    | -                                    | -                                    | -                                    | -                                    | -                                    | 0                | 29               | 25                  | 6                   |
| 1982  | Team Tyrrell          | Ford   | Brian Henton     | -                                    | -                                    | -                                    | NU                                   | NU                                   | 8                                    | 9                                    | NS                                   | NU                                   | 8                                    | 10                                   | 7                                    | NU                                   | 11                                   | NU                                   | 8                                    | 0                | 27               | 25                  | 6                   |
| 1983  |                       |        |                  | Brazylia                             | Stany Zjednoczone                    | Francja                              | San Marino                           | Monako                               | Belgia                               | Stany Zjednoczone                    | Kanada                               | Wielka Brytania                      | Niemcy                               | Austria                              | Holandia                             | Włochy                               | Unia Europejska                      |                                      |                                      | Pkt.             | Msc.             | Pkt.                | Msc.                |
| 1983  | Benetton Tyrrell Team | Ford   | Michele Alboreto | NU                                   | 9                                    | 8                                    | NU                                   | NU                                   | 14                                   | 1                                    | 8                                    | 13                                   | -                                    | -                                    | -                                    | -                                    | -                                    | -                                    |                                      | 9 (10)           | 12               | 11 (12)             | 7                   |
| 1983  | Benetton Tyrrell Team | Ford   | Danny Sullivan   | 11                                   | 8                                    | NU                                   | NU                                   | 5                                    | 12                                   | NU                                   | DK                                   | 14                                   | 12                                   | NU                                   | NU                                   | -                                    | -                                    | -                                    |                                      | 2                | 17               | 11 (12)             | 7                   |